# Troefcall in Suriname
Troefcall is in Suriname een gezelschapsspel en een georganiseerde kaartsport. Er worden in verenigingsverband wedstrijden gespeeld en er is een troefcallbond. In Suriname is troefcall populair onder alle bevolkingsgroepen. Er zijn naar schatting tienduizenden mensen die het spel in Suriname spelen. Eind 2019 werd in Paramaribo het Denksport Centrum geopend, waar onder meer troefcall wordt gespeeld.

## Geschiedenis
De geschiedenis van het kaarten in het algemeen gaat terug tot ver voor de jaartelling en begon mogelijk nadat in China de boekdrukkunst werd uitgevonden. Ook in India raakte kaarten ver voor de jaartelling ingevoerd. Troefcall is in Suriname ontstaan, mogelijk als afgeleide van het Indiase spel court piece waar het overeenkomsten mee heeft. In Suriname werd troefcall eerst aangeduid met het Hindi-woord tjall, dat troef betekent. Ook troeftjall komt als woord voor.
In de jaren 1970 was er een stijgende interesse voor troefcall in Suriname. Er werden meerdere verenigingen opgericht en in toenemende mate troefcalldrives (wedstrijden troefcall) gespeeld. Sinds 1970 was troefcall ook een van de sporten op het jaarlijkse Inter Banken Toernooi.
In 1986 werd de Surinaamse Troefcall Bond (STcB) opgericht. In 2018 was het aantal verenigingen dat bij de bond is aangesloten uitgegroeid tot achttien, met bij elkaar 350 leden. De bond organiseert toernooien, waaronder het Bekertoernooi en het Sterrentoernooi en neemt ook deel aan internationale toernooien. In Suriname bestaat ook nog de troefcallorganisatie Horamale. In 2018 werd een troefcall-battle tussen beide organisaties gespeeld om de Perry Geerlings-trofee. Deze is vernoemd naar minister Geerlings van Sint Maarten.